# Young Lust
«Young Lust» és una cançó del grup britànic de rock progressiu Pink Floyd que apareix a l'àlbum The Wall, del 1979. Dona pas a «Empty Spaces» amb una transició contínua, cosa que va fer que a la ràdio sonessin totes dues juntes.

## Composició
La cançó era originalment instrumental, però va canviar durant la producció de la cançó. D'una durada de tres minuts i mig, David Gilmour canta mentre Roger Waters fa el fons del cant durant els refranys. La cançó és rock dur, cosa estranya en Pink Floyd, amb un tempo lent de rock progressiu.
Dins la temàtica de The Wall, que tracta la història d'una estrella de rock anomenada Pink, «Young Lust» parla sobre drogues, hedonisme i les seves frustracions sexuals.

### Diàleg telefònic
Al final de la cançó, hi ha una part de diàleg entre Pink i l'operador telefònic: és en aquest punt que Pink s'adona que la seva dona l'enganya. El diàleg del final de la cançó es va fer a Los Angeles. Roger Waters va trucar a uns amics i els va dir d'enregistrar l'operadora que parlava i així ho van fer.

## Personal
- David Gilmour - veu, guitarra
- Nick Mason - bateria
- Roger Waters - cor, baix
- Richard Wright - orgue, piano elèctric
- Bob Ezrin - guitarra[4]